# Never Give Up (canção de Sia)
"Never Give Up"  é uma canção da cantora australiana Sia, gravada para a trilha sonora do filme Lion (2016). Foi composta pela própria intérprete com o auxílio de Greg Kurstin, sendo que o último também esteve a cargo da produção. O seu lançamento ocorreu em 18 de novembro de 2016, através da Universal Music Group.

## Desempenho nas tabelas musicais

### Posições
| Tabela musical (2016–17)                               | Melhor posição |
| ------------------------------------------------------ | -------------- |
| Alemanha (Media Control Charts)                        | 8              |
| Áustria (Ö3 Austria Top 40)                            | 12             |
| França (Syndicat National de l'Édition Phonographique) | 197            |
| Hungria (Magyar Hanglemezkiadók Szövetsége)            | 16             |
| Luxemburgo (Luxembourg Digital Songs)                  | 3              |
| Suíça (Schweizer Hitparade)                            | 23             |